# Зиглисторф
Зиглисторф (нем. Siglistorf) — коммуна в Швейцарии, в кантоне Аргау.
Входит в состав округа Цурцах.  Население составляет 574 человека (на 31 декабря 2007 года). Официальный код  —  4319.